# Flughafenseelsorge
Die Flughafenseelsorge, auch Airport-Seelsorge und englisch Airportchaplaincy, ist ein Angebot von Kirchen für Reisende und Mitarbeiter auf Flughäfen. Allein in Deutschland gibt es elf Flughäfen, die über eine Flughafenseelsorge verfügen.

## Erfordernis
Nicht erst nach der schweren Brandkatastrophe am Düsseldorfer Flughafen 1996 oder nach der Landung von Fluggästen, die einer Tsunami-Katastrophe in Südostasien entkommen waren, wurde deutlich, dass nicht nur direkte Opfer belastender Ereignisse, sondern auch deren Angehörige dringend Hilfe benötigen. Dazu gehört eine förmliche „erste Hilfe“ in seelsorglicher Hinsicht, die sich neben der klassischen Ersten Hilfe durch Mediziner und Mitarbeiter der Hilfsorganisationen um die tieferen Fragen kümmern. Dazu gehört u. a. die Überbringung einer belastenden Nachricht, das Auffangen von Ängsten, die Problematik des Abschiednehmens, die Betreuung allein reisender Kinder aus Trennungsbeziehungen, die Bandbreite seelischer Belastungen vor oder nach Reisen etc. – Die Betreuung wird durch hauptamtliche (Pfarrer) und durch ehrenamtliche Flughafenseelsorger, die entsprechend geschult werden, gewährleistet.
Hierzu gehört nicht die Kontaktaufnahme zu neu angekommenen Asylbewerbern. Dafür sind andere Seelsorger zuständig, die sich speziell um Traumatisierte, um Flüchtlingserfahrungen und um die Problematik kümmern, die sich mit den rechtlichen, sozialen und psychischen Problemen von Flüchtlingen besser auskennen.
Das ersetzt möglicherweise nicht die intensive Bearbeitung durch Psychologinnen und Psychologen. Hingegen ist es wichtig, neben der intellektuellen Aufarbeitung eine tiefer gehende – eben seelsorgliche – Begleitung der Betroffenen möglich zu machen, wo dies gewünscht ist.